# Metopius consector
Metopius consector là một loài tò vò trong họ Ichneumonidae.